# 대한민국 민법 제827조
대한민국 민법 제827조는 부부간의 가사대리권을 규정한 민법 조문이다.

## 조문
제827조(부부간의 가사대리권) ① 부부는 일상의 가사에 관하여 서로 대리권이 있다.
②전항의 대리권에 가한 제한은 선의의 제삼자에게 대항하지 못한다.

第827條(夫婦間의 家事代理權) ① 夫婦는 日常의 家事에 關하여 서로 代理權이 있다.
②前項의 代理權에 加한 制限은 善意의 第三者에게 對抗하지 못한다.

## 같이 보기
- 일상가사대리권
- 부부
- 대한민국 민법 제832조

## 참고 문헌
- 오현수, 일본민법, 진원사, 2014. ISBN 9788963463452
- 오세경, 대법전, 법전출판사, 2014 ISBN 9788926210277
- 이준현, LOGOS 민법 조문판례집, 미래가치, 2015. ISBN 9791155020869